# Darwinella oxeata
Darwinella oxeata är en svampdjursart som beskrevs av Patricia R. Bergquist 1961. Darwinella oxeata ingår i släktet Darwinella och familjen Darwinellidae.
Artens utbredningsområde är havet kring Nya Zeeland. Inga underarter finns listade i Catalogue of Life.